# Dannie-Heineman-Preis (Göttingen)
Der Dannie-Heineman-Preis der Akademie der Wissenschaften zu Göttingen wird seit 1961 alle zwei Jahre für eine kürzlich veröffentlichte hervorragende Arbeit insbesondere zu neuen und aktuellen Forschungsthemen verliehen. Er wird bevorzugt an jüngere Wissenschaftler in den Naturwissenschaften und der Mathematik vergeben. Er ist nach Dannie Heineman benannt, einem US-amerikanischen Philanthropen, Ingenieur und Geschäftsmann, dessen Mutter aus Deutschland kam. Der Preisträger bedarf der Zustimmung der Minna-James-Heineman-Stiftung.
Es gibt auch Dannie-Heineman-Preise der American Physical Society, nämlich den Dannie-Heineman-Preis für mathematische Physik und den Dannie-Heineman-Preis für Astrophysik.

## Preisträger
Jeweils mit den offiziellen Würdigungen
- 1961 James Franck, für seine Arbeiten zur Photosynthese
- 1963 Edmund Hlawka für seine Arbeiten zur Geometrie der Zahlen
- 1965 Georg Wittig, für seine grundlegenden Arbeiten auf dem Gebiet der metallorganischen Chemie und der organischen Anionochemie
- 1967 Martin Schwarzschild, für seine Arbeiten zur Sternentwicklung
- 1967 Gobind Khorana, für seine Arbeiten über die Synthese von Polynucleotiden, die zu wesentlichen Erkenntnissen über Struktur und Funktion von Nucleinsäuren und zur Entzifferung des genetischen Codes geführt haben
- 1969 Brian Pippard, für seine Arbeiten zur Dynamik der Leitungselektronen in Metallen, insbesondere die Vermessung der Fermifläche von Kupfer und nicht-lokale Erweiterung der Londonschen Elektrodynamik des Supraleiters
- 1971 Neil Bartlett, Anorganische Chemie, für seine hervorragenden experimentellen Untersuchungen auf dem von ihm erschlossenen Gebiet der Edelgasverbindungen
- 1973 Igor Schafarewitsch, Mathematik
- 1975 Philip Warren Anderson, Physik, insbesondere für seine Arbeiten zur Anderson-Lokalisierung
- 1977 Albert Eschenmoser, Organische Chemie
- 1979 Phillip Griffiths, Mathematik
- 1981 Jacques Friedel, Physik
- 1983 Gerd Faltings, Beweis der Mordell-Vermutung
- 1986 Rudolf Thauer der Jüngere, Mikrobiologie
- 1987 Alex Müller und Georg Bednorz für Hochtemperatursupraleiter
- 1989 Dieter Oesterhelt für seine grundlegenden Beiträge zur Membranbiochemie, zum Verständnis der Photosynthese und für die Kristallisation des photosynthetischen Reaktionszentrums.
- 1991 Jean-Pierre Demailly für seine Arbeit Champs magnétiques et inégalités de Morse pour la d – cohomologie
- 1993 Richard N. Zare, für seine grundlegenden Arbeiten über die Wirkung der Anregung spezifischer innerer Freiheitsgrade auf den Ablauf bimolekularer chemischer Reaktionen.
- 1995 Donald M. Eigler, für seine wegweisenden Untersuchungen zum quantenmechanischen Verhalten von Halbleiterbauelementen im Nanobereich
- 1997 Regine Kahmann, für experimentell schwierige und richtungsweisende molekulargenetische Untersuchungen zum Pilz Ustilago Maydis
- 1999 Wolfgang Ketterle für seine überzeugende Demonstration der Kohärenz in einem Bose-Einstein-Kondensat aus ultrakalten Natrium-Atomen.
- 2001 Christopher C. Cummins, für grundlegende Arbeiten zur Aktivierung kleiner Moleküle durch Metallkomplexe und zur Isolierung reaktiver Zwischenstufen bei diesen Reaktionen und zur Charakterisierung entscheidender Reaktionsschritte bei Atom-Transfer-Reaktionen die durch Metallkomplexe vermittelt werden.
- 2003 Michael Neuberger für seine Arbeit Erzeugung molekularer Diversität im Immunsystem durch somatische Hypermutation
- 2005 Richard Taylor, Mathematik, für seine Arbeit On the Modularity of elliptic curves over Q
- 2007 Bertrand I. Halperin für zahlreiche herausragende Beiträge zur statistischen Physik und theoretischen Festkörperphysik, insbesondere dynamische kritische Phänomene und niedrigdimensionale elektronische Eigenschaften.
- 2009 Gerald F. Joyce für „Self-Sustained Replication of an RNA Enzyme“, publiziert 2009 gemeinsam mit Tracey A. Lincoln, in Science 323, 1229–1232
- 2012 Krzysztof Matyjaszewski, für bahnbrechende Arbeiten zur kontrollierten Polymerisation (ATRP-Methodik)
- 2013 Emmanuel Jean Candès, „als einer der Architekten des Compressive Sensing Prinzips“
- 2015 Andrea Cavalleri, „für seine zeitaufgelösten Messungen an lichtinduzierten Phasenübergängen in hochkorrelierten Elektronensystemen“
- 2018 André Gröschel, „für seine Arbeiten zu Selbstorganisationsprozessen von Kolloiden und Hybrid-Nanopartikeln, insbesondere zur kontrollierten Herstellung neuartiger Strukturen aus wohldefinierten, makromolekularen Bausteinen“
- 2019 Oscar Randal-Williams, „für seine Arbeiten zur homologischen Stabilität und ihrer wichtigsten Anwendungen“
- 2021 Viola Priesemann, Wissenschaftskommunikation
- 2024 Mayuko Yamashita, „für ihre Beiträge zur präzisen Beschreibung von Anomalien in Quantenfeldtheorien“[2]